# Leonardo D'Imporzano
Leonardo D’Imporzano (19 de marzo de 1982) es un buceador de inmersión libre originario de Italia. También es un juez de AIDA International, un periodista del mundo submarino y científico, investigador ecologista. Pionero del buceo en el hielo, era poseedor del récord mundial en 2008.
Con su equipo ha jugado en la investigación y la medicina hiperbárica buceo con el primer electrocardiograma bajo el hielo y el primer electrocardiograma más de 100 metros de profundidad. (123 metros).
En 2013, él fue el primer reportero (en 165 años de historia) para seguir los buzos de la marina italiana en el curso de 44 semanas de entrenamiento. De esta experiencia escribió el libro “PALOMBiRO. Pagine dal fondo”. (2014).